# Венґельня (Великопольське воєводство)
Венґельня (пол. Węgielnia) — село в Польщі, у гміні Медзіхово Новотомиського повіту Великопольського воєводства.
Населення — 23 особи (2011).
У 1975-1998 роках село належало до Гожовського воєводства.

## Демографія
Демографічна структура станом на 31 березня 2011 року:
|          | Загалом | Допрацездатний вік | Працездатний вік | Постпрацездатний вік |
| -------- | ------- | ------------------ | ---------------- | -------------------- |
| Чоловіки | 9       | 1                  | 7                | 1                    |
| Жінки    | 14      | 6                  | 8                | 0                    |
| Разом    | 23      | 7                  | 15               | 1                    |